# Deutschsoziale Partei
Deutschsoziale Partei (DSP, även: Deutschsoziale Antisemitische Partei) var ett politiskt parti i Tyskland under den vilhelminska eran. DSP betonade särskilt antisemitism, men även socialkonservatism och monarkism.